# نقاط درخشان روی سرس

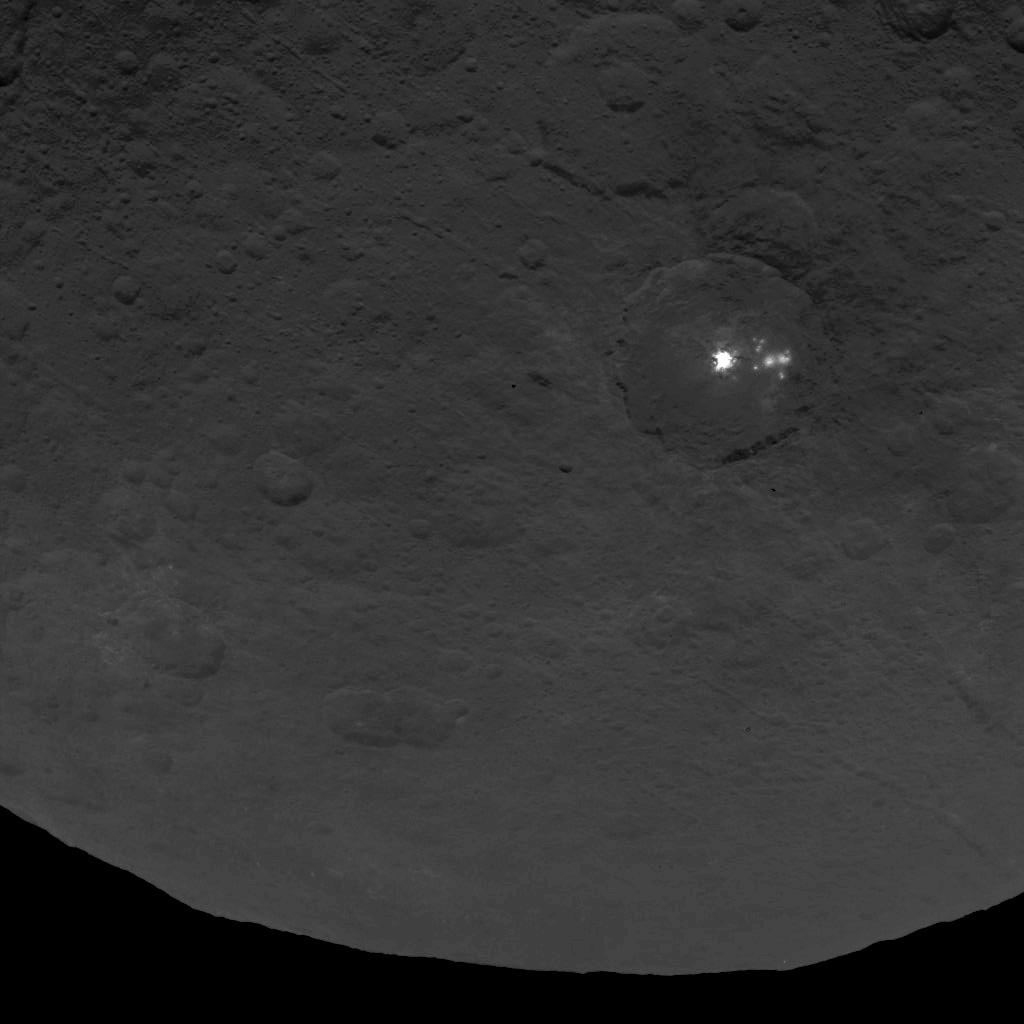
نقاط درخشان متعدد در دهانه اوکاتور در سطح تاریک مشخص هستند

چند سطح روشن در سیاره کوتولهٔ سرس توسط فضاپیمای داون در سال ۲۰۱۵ کشف شد. درخشان‌ترین این مجموعه نقاط (نقطه شماره۵) در دهانه ۸۰ کیلومتری به نام اوکاتور قرار دارد. بزرگترین و درخشان‌ترین مجموعه نقاط در مرکز دهانه با لکه‌های تیره در دیواره شرقی این دهانه قرار گرفته است. ابتدا در مأموریت دان که مرحله به مرحله به سرس نزدیک می‌شد سپیدایی بالای این نقاط به نوعی فوران نسبت داده شد. بعدها تصاویری که از نزدیکتر گرفته شد به دانشمندان کمک کرد تا مشخص کنند نقاط درخشان موادی هستند که نور را شدیداً منعکس می‌کند، یخ و نمک را هم به عنوان احتمالات ممکن پیشنهاد دادند. این نقاط سپیدایی حدود ۴۰٪ دارند که ۴ بار درخشان‌تر از بقیه سطح سرس است.
در ۹ دسامبر ۲۰۱۵، دانشمندان ناسا گزارش دادند که نقاط درخشان روی سرس ممکن است مربوط به نوعی نمک، بویژه آب نمکی باشد که حاوی منیزیم سولفات هگزا هیدریت (MgSO۴·۶H2O) است؛ نقاط روشن همچنین ممکن است با خاک رس غنی از آمونیاک مرتبط باشد. دانشمندان دانشگاه ایالتی آریزونا پیشنهاد داده‌اند که نقاط روشن با این نتیجه‌گیری که آب‌شور فوران کرده و بخار شده و تنها نمک ته‌نشین شده باقی مانده بهتر توضیح داده می‌شود.
بررسی این نقاط با طیف مادون قرمز مشخص کرد که با سدیم کربنات(Na2CO۳) سازگاری بیشتری دارد و نشان می‌دهد که فعالیتهای زمین‌شناسی احتمالاً در ایجاد نقاط روشن دخالت داشته است.

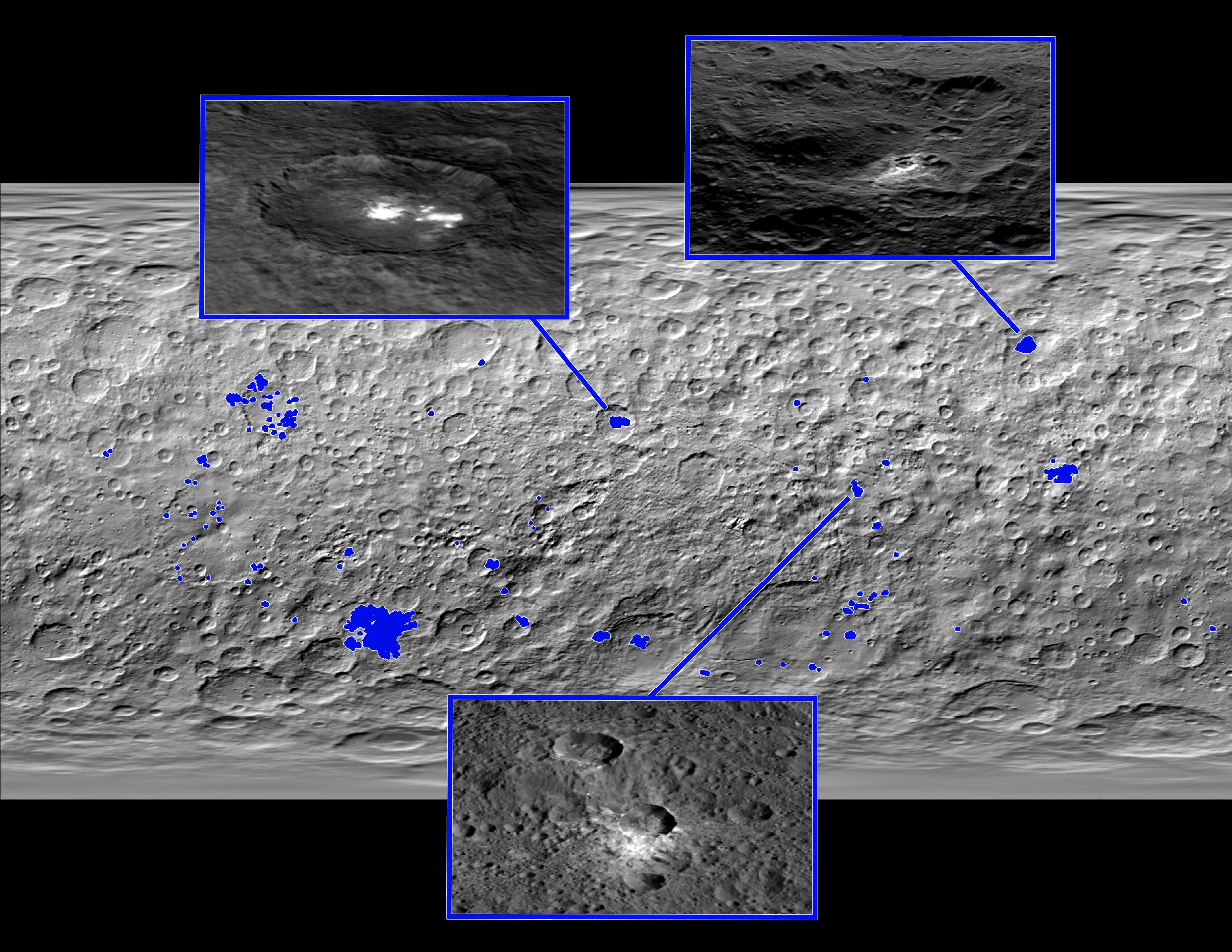
نقشه نقاط درخشان روی سرس(منتشر شده در تاریخ ۱۰ دسامبر ۲۰۱۵).

## نقطه شماره ۵

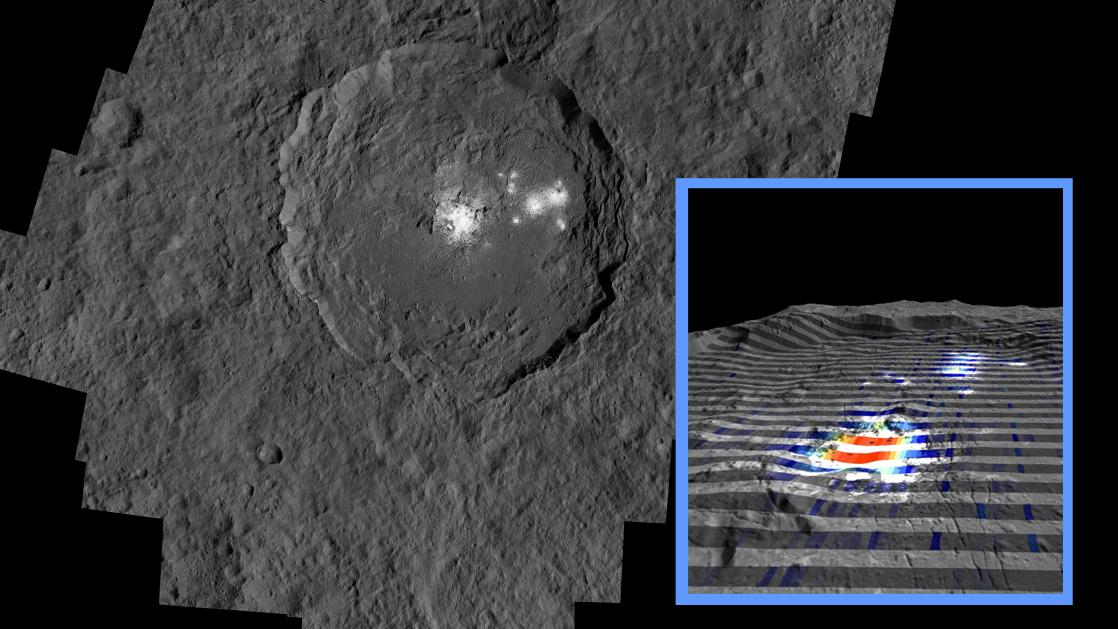
نقاط درخشان ممکن است بیشتر سدیم کربنات باشند (ناسا، ژوئن ۲۰۱۶).

درخشان‌ترین نقطهٔ این مجموعه نقطه شماره ۵ است که در دهانه‌ای ۸۰ کیلومتری به نام اوکاتور و در ۱۹٫۸۶ شمال عرض جغرافیایی و ۲۳۸٫۸۵ شرق طول جغرافیایی قرار گرفته است.

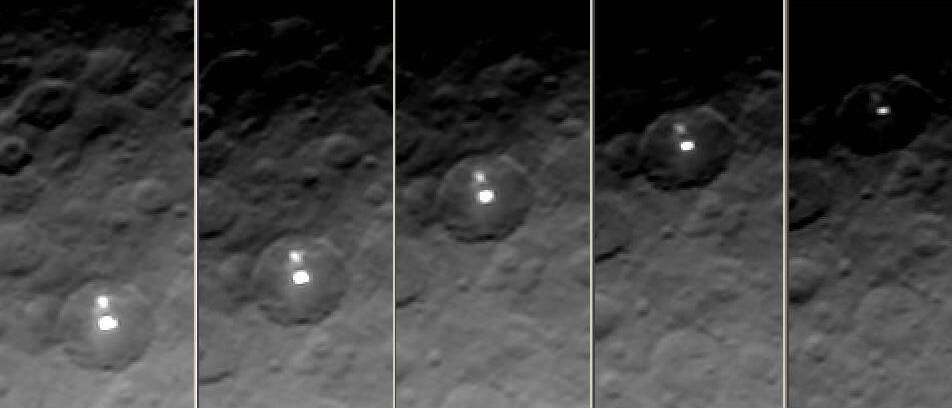
نقاط روی سرس از زوایای مختلف

آلن دافی از دانشگاه تکنولوژی سوینبرن پیشنهاد کرد: «برخورد شهاب‌سنگ یا پوشش یخ شور را کنار زده یا چنان آن را گرم کرده که آب‌شور مثل یک چشمه آب‌گرم به سطح آمده است. آب تبخیر شده و به هوا رفته و الان فقط نمک باقی مانده است.» مه‌ای که نیمی از اطراف دهانه را پر می‌کند ولی به لبه آن نمی‌رسد. در فواصل معین در اطراف نقطه ۵، شناخته‌ترین نقطه، ظاهر شده و به اعتبار این ایده که نوعی فوران یا آتشفشان در حال وقوع است می‌افزاید.
تصاویر دان موجب گزارش‌های گسترده در مورد نقاط درخشان در رسانه‌ها از جمله منابع خبری، مجلات نجوم و مجلات علمی شد. در نظرسنجی غیررسمی ناسا در ماه مه در مورد طبیعت نقاط درخشان این نظرات مطرح شد: یخ، آتشفشان‌ها، آبفشان، رسوبات نمک، سنگ، یا موارد دیگر.
متخصص سیارک اِی. ریوکین در مقاله‌ای در مجلهٔ اسکای اند تلسکوپ اشاره کرد که در زوایای کم در درون دهانه و نه بیرون آن مه دیده می‌شود، و نتیجه‌گیری کرد که دلیل این امر برخاستن بخار از یخ است، که احتمالاً با نقاط درخشان در ارتباط است.
مطالعات انجام گرفته از سپتامبر ۲۰۱۵ در مورد بازتاب پذیری پیشنهاد می‌کند که احتمال نمک بودن این نقاط بیش از یخ است و یادآوری می‌کند که نمک تازه از فضای داخلی سرس به بیرون وارد می‌شود.

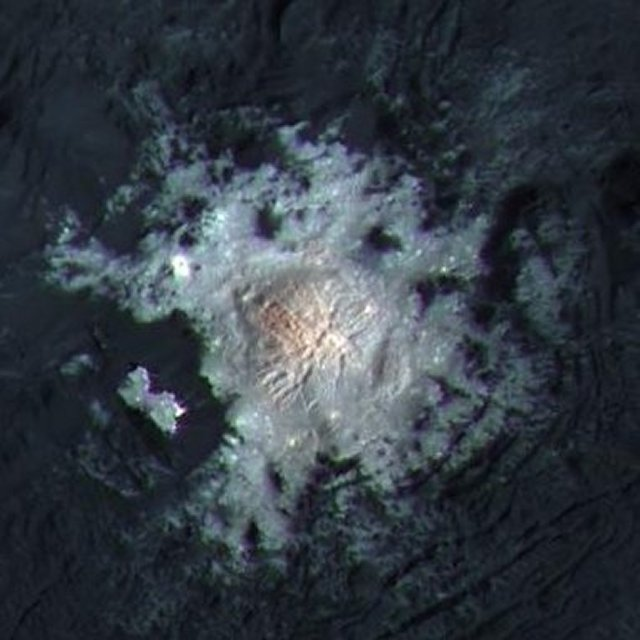
"نقطه شماره ۵" در
دهانه اوکاتور - کلوزآپ (رنگ افزایشی، دان، فوریه ۲۰۱۶)

## مشاهدات برنامه‌ریزی شده
نزدیکترین مدار گردش دان در اطراف سرس در مسافت ۳۷۵ کیلومتری بود که در اوایل دسامبر ۲۰۱۵ وارد آن شد. این مدار کم‌ارتفاع نقشه‌برداری (لامو) برای بدست آوردن اطلاعات با اشعه گاما و آشکارساز فضاپیمای دان برای بررسی گرانش و تعیین ترکیبات شیمیایی موجود در سطح سرس به مدت حداقل سه ماه برنامه‌ریزی شده بود.

## نگارخانه
| نقاط درخشان روی سرس در نور مرئی و مادون قرمز: "نقطه ۱" (ردیف بالا) ("سردتر" از اطرافش)؛ "نقطه ۵" (پایین) (از نظر دما «مشابه اطرافش») (آوریل ۲۰۱۵) |